# Cefuroxima

Fórmula esquelética de ambos enantiómeros de cefuroxima.
Número CAS: 55268-75-2
PubChem: 41375
DrugBank: APRD00285
Fórmula: C_{16}H_{16}N_{4}O_{8}S

Modelos de bolas y palos de ambos enantiómeros de cefuroxima.

Cefuroxima es el nombre de un antibiótico del grupo de las cefalosporinas de segunda generación utilizada en el tratamiento de diferentes infecciones provocadas por bacterias susceptibles a los antibióticos beta-lactámicos, por lo que tienen actividad antimicrobiana en contra de organismos como Haemophilus influenzae, Neisseria gonorrhoeae causante de la gonorrea y Borrelia burgdorferi, causante de la enfermedad de Lyme. Se indica en medicina humana para el tratamiento de las infecciones a los oídos, garganta, senos paranasales, vías urinarias y la piel. y  sangre
Al igual que otras cefalosporinas, la administración de cefuroxima puede causar efectos secundarios gastrointestinales, como malestar y dolor estomacal, vómitos y diarrea. A pesar de que se ha citado la presencia de alergia a las cefalosporinas en cerca del 10% de la población que es alérgica a las penicilinas, no se ha demostrado alergia cruzada entre la penicilina y la cefuroxima y otras cefalosporinas de segunda y más recientes generaciones.